# Matts Ridderstedt
Matts Jacob Ridderstedt, född 31 januari 1911 i Stora Tuna församling i Kopparbergs län, död 1 september 1975 i Falu Kristine församling i samma län  i Falun, var en svensk präst.
Ridderstedt blev teologie kandidat vid Uppsala universitet 1939 och prästvigdes i Västerås samma år. Han blev komminister i Västanfors församling 1942, kyrkoadjunkt i Falu Kristine församling 1950, komminister där 1959 och kyrkoherde i församlingen från 1964.. Han var militärpastor vid I 13 från 1950 samt ledamot av Nordstjärneorden från 1969. Senare blev han också kontraktsprost.
Matts Ridderstedt var son till expeditören vid Kvarnsvedens pappersbruk Jacob Ridderstedt och Hilda Mattsson samt äldste bror till Hans och Lars Ridderstedt. Han gifte sig 1940 med Carola Wernerson (1912–1993), med vilken han fick tre barn, bland dem Margareta Ridderstedt.
Matts Ridderstedt är begravd på Stora Kopparbergs kyrkogård.